# English National Opera

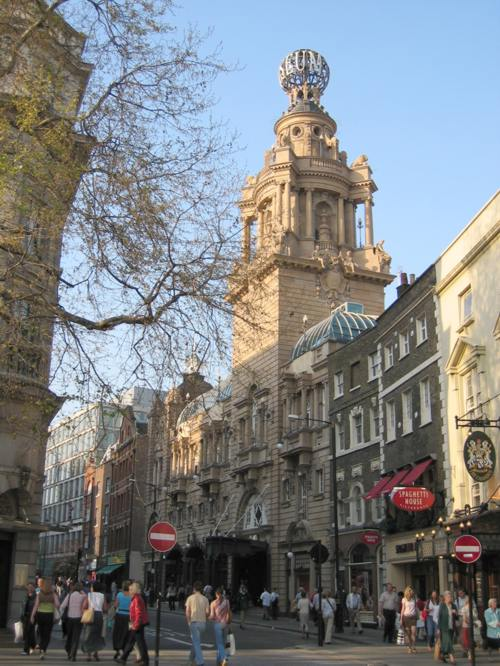
London Coliseum, Sitz der English National Opera

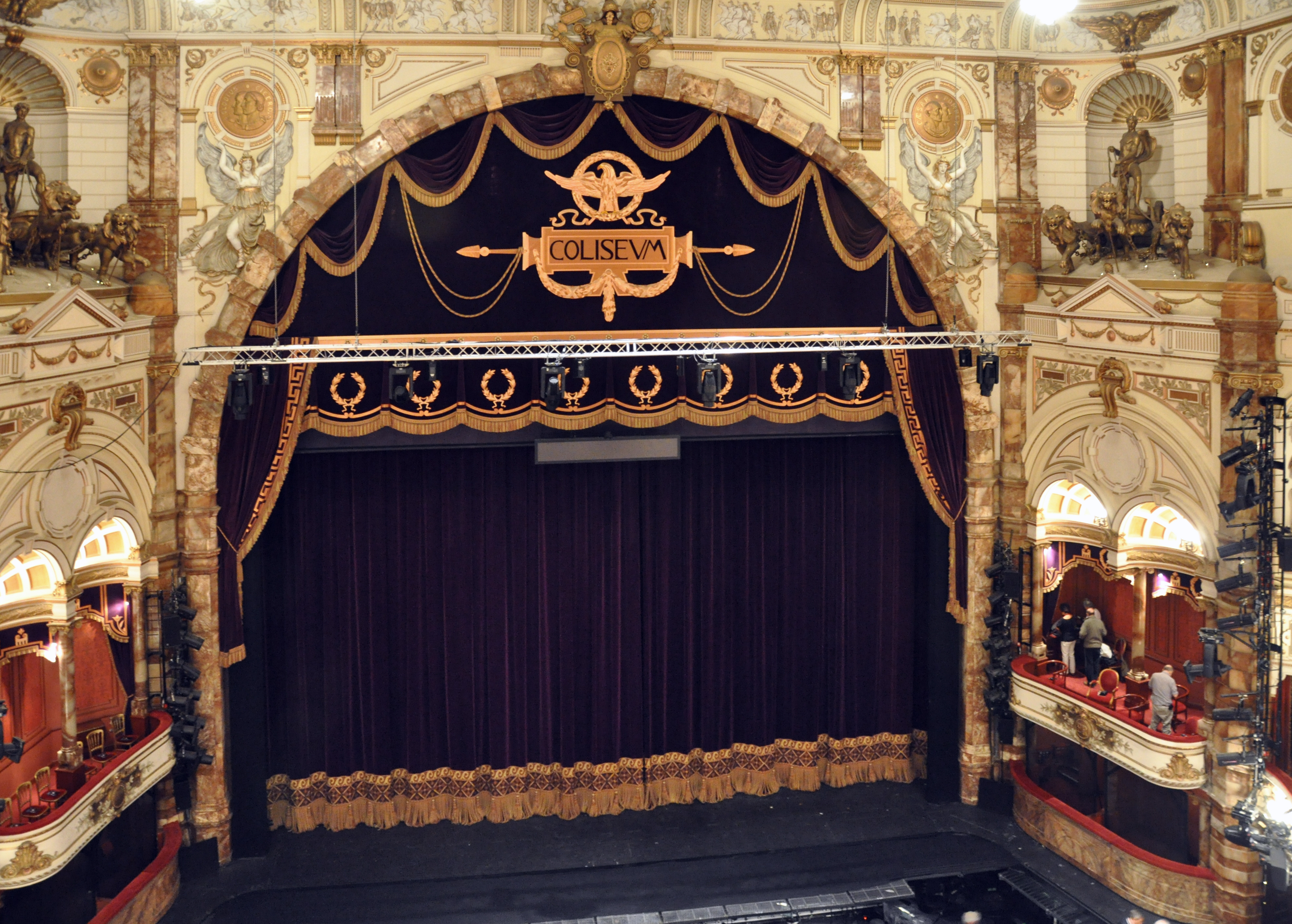
Blick zur Bühne des London Coliseum

Die English National Opera (ENO) ist eines der beiden großen Opernhäuser in London. Im Gegensatz zum Royal Opera House (Covent Garden) präsentiert die ENO alle Aufführungen in englischer Sprache und ist für günstigere Eintrittspreise bekannt.

## Geschichte
Die ENO geht auf Lilian Baylis (1874–1937) zurück, die am Old Vic Theatre Schauspiel-, Opern- und Ballettproduktionen zeigte. Nach dem Erwerb des Sadler’s Wells Theatre im Stadtteil Islington etablierte sie dort in den 1930er Jahren ein festes Opernensemble, die Sadler’s Wells Opera Company. 1945 wurde dort die Oper Peter Grimes von Benjamin Britten uraufgeführt.
1968 zog die Sadler’s Wells Opera in das größte Theater im Londoner Westend um, das London Coliseum in der St. Martin’s Lane in der Nähe des Trafalgar Square. Seit 1974 trägt die ENO den heutigen Namen. Der 1977 gegründete Ableger ENO North in Leeds wird seit 1981 als Opera North eigenständig betrieben.
Das London Coliseum wurde nach vierjährigen Renovationen 2004 wiedereröffnet. Seit 2005 werden Übertitel eingesetzt.
2016 erhielt die English National Opera den International Opera Award für ihren Chor.
Nach der 2022 vom Arts Council England verkündeten Streichung aller öffentlichen Mittel, erwog die ENO zunächst, London zu verlassen und nach Manchester zu ziehen. Diese Pläne stellten sich kurz darauf als wenig realistisch heraus, zumal die Planung der nächsten Spielzeiten bereits weit fortgeschritten war. Die ENO unterstützte daraufhin eine Petition, die zu ihrer Rettung am Standort London aufrief. Im Dezember 2023 gaben die ENO und die Kommunalverwaltung von Manchester ihre Zusammenarbeit bei der Entwicklung einer neuen Heimat für das Opernhaus bekannt. Die ENO soll ab 2029 dort ihren offiziellen Hauptsitz haben, das Londoner Haus daneben als Dependance bestehen bleiben.

## Musikdirektoren (Music directors)
- Lawrance Collingwood (Chief Conductor 1931–1941, Music Director 1941–1946)
- James Robertson (1946–1954)
- Alexander Gibson (1957–1959)
- Colin Davis (1961–1965)
- Mario Bernardi (1966–1968) und Bryan Balkwill (1966–1969)
- Charles Mackerras (1970–1977)
- Charles Groves (1978–1979)
- Mark Elder (1979–1993)
- Sian Edwards (1993–1997)
- Paul Daniel (1997–2005)
- Edward Gardner (2007–jetzt)